# Zakazane piosenki (album Strachów na Lachy)
Zakazane piosenki – czwarty studyjny album zespołu Strachy na Lachy, złożony z coverów, wydany w Polsce 22 września 2008.
18 października 2008 w klubie Palladium podczas koncertu promującego płytę Zakazane piosenki, odbyło się oficjalne wręczane złotej płyty za tenże album. Uzyskanie tego statusu zajęło jej miesiąc. Przy okazji wytwórnia S.P. Records wręczyła zespołowi złotą płytę również za album Piła tango.
Album został wydany w dwóch edycjach: jedna składająca się z płyty CD; druga z płyty CD (zawiera 2 bonusy) oraz płyty DVD (zawiera utwory zarejestrowane na koncercie w Lubinie oraz teledysk). 

## Lista utworów (edycja CD + DVD)
W nawiasach podano kolejno oryginalnego wykonawcę i autorów pierwotnej wersji danego utworu.
Płyta Pierwsza (CD)
1. „Nocne ulice” (Bikini) (Zbigniew Cołbecki) – 2:22
2. „Dlaczego ja?” (Corpus X) (Zdzisław Jodko / Corpus X) – 2:37
3. „Po prostu pastelowe” (Malarze i Żołnierze) (Witold Urbański / Stanisław Holak) – 3:39
4. „Wojny gwiezdne” (Kryzys) (Maciej Góralski / Robert Brylewski) – 3:00
5. „Marmur” (Holy Toy) (Andrzej Dziubek Nebb) – 4:03
6. „Idzie wojna” (Siekiera) (Tomasz Adamski) – 3:32
7. „Fabryka” (Dezerter) (Krzysztof Grabowski / Robert Matera) – 3:36
8. „Na kształt dziecka” (Brak) (Ziemowit Kosmowski) – 3:29
9. „Wariat” (Rejestracja) (Sławomir Kapłunow / Tomasz Siatka) – 3:26
10. „Kwiecień'74” (Zespół Reprezentacyjny) (Carlos Marrodan / Joanna Karasek / Lluís Llach) – 3:29
11. „Nasza kultura” (Izrael) (Izrael-Warsong) – 4:36
12. „Zamknij wszystkie drzwi” (Variété) (Grzegorz Kaźmierczak / Variété) – 6:11
13. „Łazienka” (WC) (Jaromir Krajewski) – 4:52

utwory dodatkowe:
1. „Marmur” – Tomasz Budzyński (wersja koncertowa) – 4:09
2. „Zamknij wszystkie drzwi” – Renata Przemyk (wersja studyjna) – 6:14

Płyta Druga (DVD)
1. „Dlaczego ja?” – Gutek
2. „Szare koszmary” (Tilt) (Spoko Koncern[b]) – Tomek Kłaptocz
3. „Nocne ulice” – Muniek Staszczyk
4. „Na kształt dziecka” – Grabaż
5. „Fabryka” – Spięty
6. „Zamknij wszystkie drzwi” – Renata Przemyk
7. teledysk „Po prostu pastelowe"